# Alberto Assa
Alberto Assa (Constantinopla, 6 de mayo de 1909- Barranquilla, 13 de marzo de 1996) fue un educador, traductor y humanista turco otomano de origen sefardí.

## Primeros años y formación
Alberto Assa Anavi nació en Haydar Pashá (turco Haydarpaşa), suburbio de la parte asiática de la entonces Constantinopla (Estambul). Fue educado primero por institutrices francesas y suizas, y más tarde en un liceo lasallista francés en Constantinopla. Se formó como institutor en la Universidad de Hamburgo. Participó como brigadista internacional en la guerra civil española.

## Obras

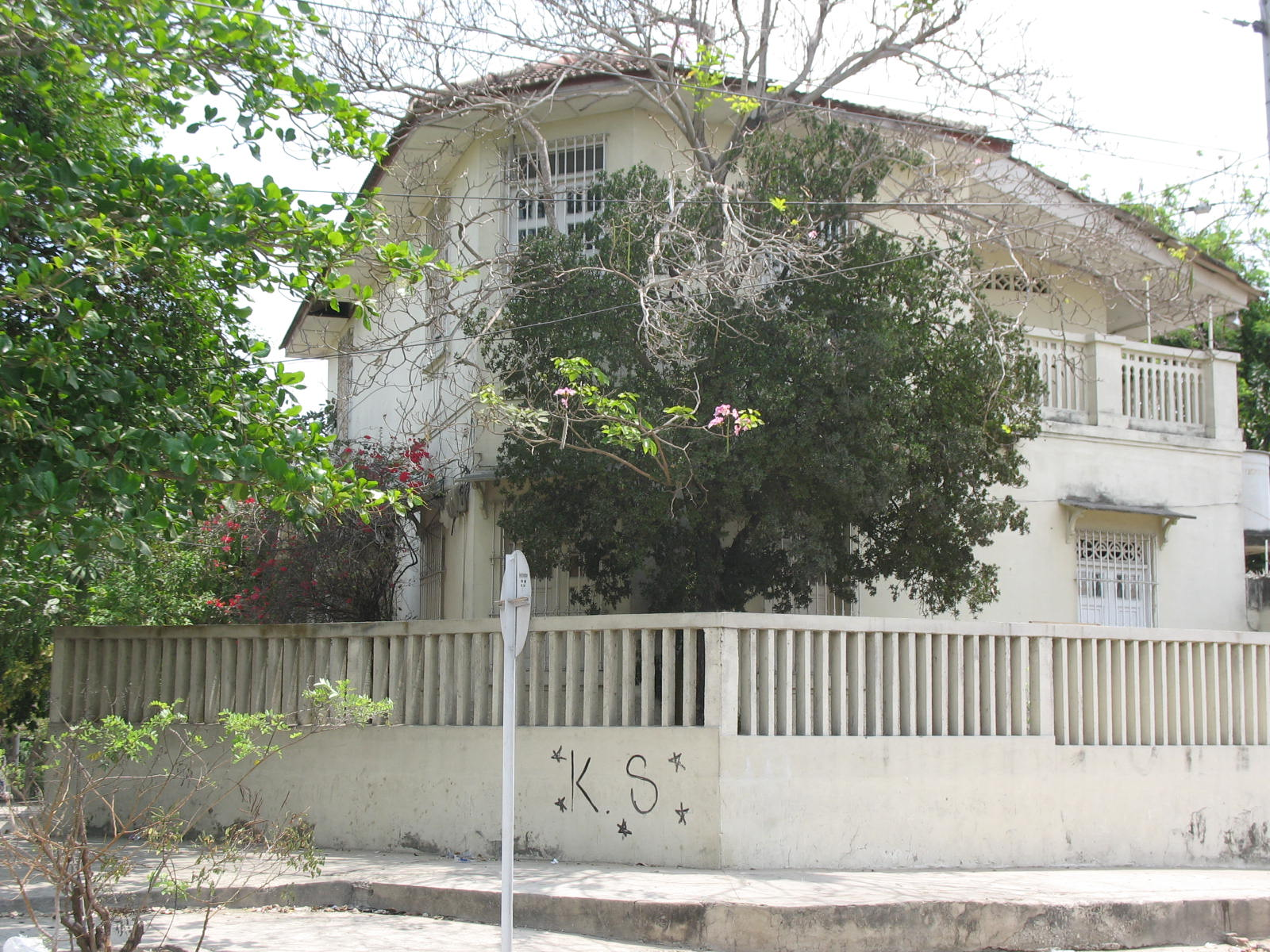
Instituto Experimental del Atlántico.

Recién llegado a Barranquilla en 1952, donde sería conocido como "el profesor Assa", este políglota (ladino, turco, francés, alemán, español, catalán, inglés, flamenco) fundó el Instituto de Lenguas Modernas (1952), convirtiéndose desde entonces en uno de los principales impulsores de la educación y la cultura de la ciudad. Fue también el fundador de la Organización El Concierto del Mes (1957), de la Escuela Superior de Idiomas, de la Universidad Pedagógica del Caribe, del Instituto Pestalozzi (1959), de la Facultad de Educación de la Universidad del Atlántico y del Instituto Experimental del Atlántico "José Celestino Mutis" (1970). También fue fundador del sello editorial Instituto de Lenguas Modernas.
Fue uno de los primeros docentes del Colegio Nacional José Eusebio Caro, cuyo año de creación, 1952, coincide con su llegada a la ciudad; asimismo, fue profesor de la Universidad del Atlántico y de la Universidad del Norte.
En su columna semanal El Rincón de Casandra (seudónimo que había adoptado en alusión a la sacerdotisa de la mitología griega), publicada en los diarios El Nacional, del Caribe y El Heraldo, defendió e impulsó la cultura y la educación en la ciudad por más de 40 años. Estas columnas fueron recogidas en dos tomos por iniciativa de la Gobernación del Atlántico en 1994, dos años antes de su muerte.

## Legado

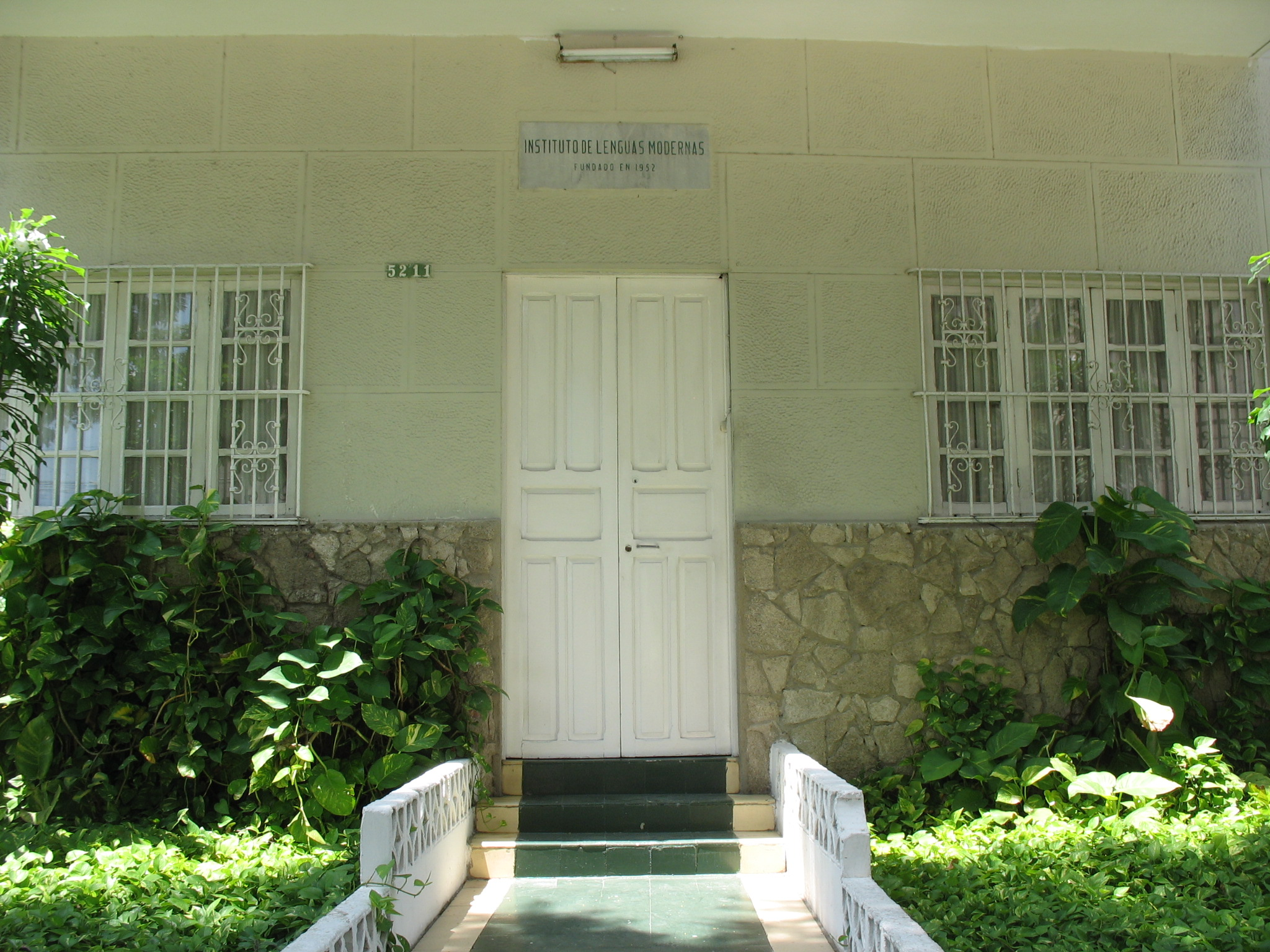
Instituto de Lenguas Modernas.

Assa murió en Barranquilla el 13 de marzo de 1996. Su última voluntad fue donar su cadáver para las prácticas de los estudiantes de la Facultad de Medicina de la Universidad Libre de Barranquilla.
Como homenaje a su dedicación a la educación, varias instituciones educativas de la ciudad de Barranquilla llevan su nombre. En 2000 empezó a funcionar la Institución Educativa Distrital de Formación Técnica Diversificada Alberto Assa. Igualmente, por sus esfuerzos por lograr que los estudiantes de escasos recursos accedieran a becas de estudios en el exterior, la Alcaldía de Barranquilla creó en 2004 el Instituto Distrital de Crédito para la Educación Superior-Alberto Assa (Idces-Alberto Assa), establecimiento público encargado de otorgar becas y créditos educativos para dicha población que fue liquidado en 2009.

## Traducciones
El Rincón de Casandra fue también el escenario para sus múltiples traducciones, entre las cuales sobresalen:
- Cartas a un joven poeta (Briefe an einen jungen Dichter), de Rainer María Rilke.
- Los ojos del hermano eterno (Die Augen des ewigen Bruders), de Stefan Zweig.
- Raquel discute con Dios (Rahel rechtet mit Gott), de Stefan Zweig.
- Las muy bellas horas de la beguinita Sinforosa (De zeer schone uren van juffrouw Symforosa, begijntje), de Felix Timmermans.
- Historia sin palabras (Geschichte ohne Worte), de Frans Masereel.
- Travesías con don Quijote (Meerfahrt mit Don Quijote), de Thomas Mann.
- El libro de las incoherencias.

## Condecoraciones

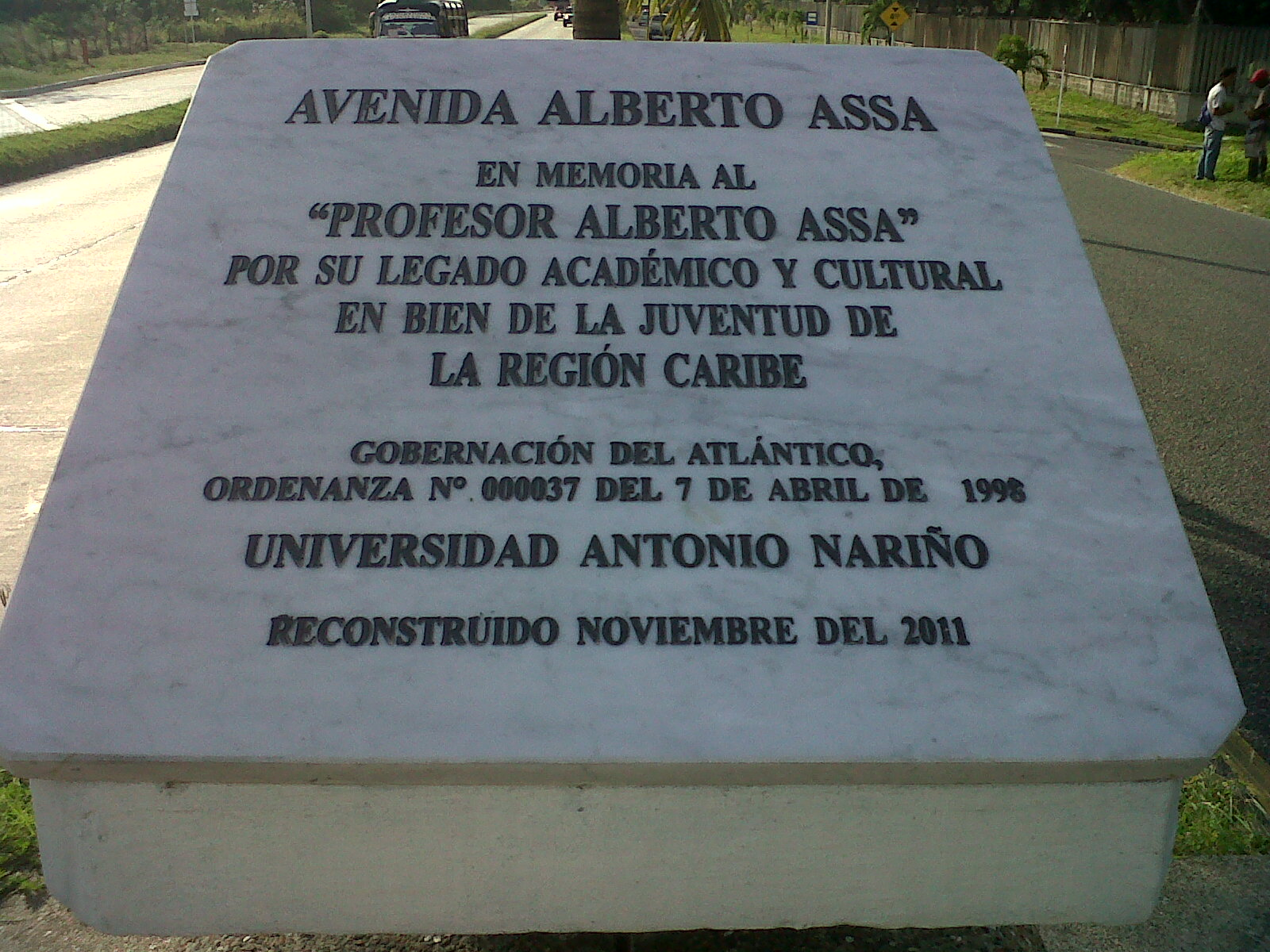
Placa de la avenida Alberto Assa.

En reconocimiento a su dedicación a fomentar el estudio y la cultura, el profesor Assa fue condecorado varias veces en Colombia y en el extranjero:
- Medalla del Gobierno italiano.
- Medalla del Gobierno español.
- Medalla de Colombia al Mérito Educativo.
- Título honoris causa de la Universidad del Atlántico.
- Orden de las Palmas Académicas (Ordre des Palmes académiques), otorgado por el gobierno francés en 1979.
- Medalla Simón Bolívar, concedida por el Ministerio de Educación Nacional (1992).
- Medalla Puerta de Oro de Colombia, categoría de plata, otorgada en 1992 por la Gobernación del Atlántico.

En 1998, la gobernación del Atlántico bautizó con el nombre de "Avenida Alberto Assa" la prolongación de la carrera 51B (antigua carretera a Puerto Colombia), también conocida como "corredor universitario", a la vera de la cual se encuentran numerosas universidades y colegios.